# Yunchará
Yunchará è un comune (municipio in spagnolo) della Bolivia nella provincia di José María Avilés (dipartimento di Tarija) con 5.472 abitanti (dato 2010).

## Cantoni
Il comune è suddiviso in 11 cantoni:
- Arteza
- Belen
- Buena Vista
- Churquis
- Copacabana
- Palqui
- Ñoquera
- San Pedro
- Santa Cruz de Azloca
- Tojo
- Yunchará